# فصيل الأسلحة الثقيلة
فصيل الأسلحة الثقيلة (بالإنجليزية: Heavy weapons platoon أو HWP) هو مصطلح من العلوم العسكرية يشير إلى فصيلة مشاة مجهزة بمدافع رشاشة أو قذائف هاون أو قذائف صاروخية أو قاذفات اللهب أو قاذفات قنابل يدوية أو أسلحة مضادة للدبابات أو أي أسلحة أخرى محمولة ولكنها أثقل من أن يمكن لجندي مشاة واحد أن ينقلها ويشغلها بنفسه بشكل معقول للقتال،  بشكل عام سلاح طاقم. يتم تجميع فصائل الأسلحة الثقيلة في كتيبة أسلحة أو كتيبة دعم مناورة، والتي تركز على نقل واستخدام الأسلحة الثقيلة لدعم كتائب بنادق المشاة الخفيفة المسلحة بأسلحة صغيرة ذات إصدار قياسي.

## لوائح الجيش الأمريكي
وفقًا لقواعد الجيش الأمريكي 320-5 (AR 320-5)، فإن «الأسلحة الثقيلة» هي كل «أسلحة مثل مدافع الهاون ومدافع الهاوتزر والمدافع والرشاشات الثقيلة والبنادق عديمة الارتداد والتي تكون عادةً جزءًا من معدات المشاة».

## الحجم
كما هو الحال مع معظم وحدات الدعم في أي جيش، يكون حجم فصيل الأسلحة عمومًا أصغر من حجمها في المشاة الخفيفة. على سبيل المثال، تتكون فصيلة المشاة الخفيفة النموذجية من 30 إلى 40 رجلاً مقسمة إلى ثلاث أو أربع فرق (أو أقسام) من 9-13 رجلاً، في حين أن فصيلة أسلحة تستبدل الفرق بمجموعات أصغر لفرق الهاون، أطقم الرشاشات، فرق الدبابات إلخ. تتضمن بعض الفصائل أيضًا عنصر الهجوم في الكتيبة. ستحمل فصيلة أسلحة الكتيبة أسلحة دعم محمولة حسب الأقسام، ولكنها ستشمل أيضًا فرقة متخصصة من المشاة الخفيفة سريعة الهجوم من الجنود المدربين على الاختراق والإغارة والقتال المباشر.
تُستخدم فصيلة الأسلحة الثقيلة عمومًا كمجموعة دعم لعدد من الفصائل الأخرى في منطقة القيادة المباشرة المعنية. نسبة فصيلة واحدة ثقيلة إلى ثلاث فصائل مشاة أساسية هي الرقم المقبول، وأي شيء أعلى أو أقل من ذلك قد ينتج عنه «كتيبة» متخصصة مثل كتيبة بنادق، أو كتيبة دعم بعيدة المدى. يمكن أن تؤدي إضافة فصيل الأسلحة الثقيلة إلى زيادة فرص النصر في منطقة القتال بشكل كبير، نظرًا للقدرات المتخصصة الفريدة التي يمكن للجنود في تلك المجموعة تقديمها للكتيبة.[بحاجة لمصدر]

في العصر الحديث،[متى؟] زاد استخدام مجموعات دعم الأسلحة الثقيلة. تعني القدرة على توفير تغطية النيران، وتكتيكات إخماد الفصيلة الثقيلة أنها مجهزة بشكل أفضل لتوفير الغطاء، وتشكل عنصرًا حيويًا للنجاح الشامل، ودعم الجزء الأكبر من الكتيبة أثناء تقدمها. أدى التقدم في نقل القوات إلى تقليل مشاكل إعادة تحديد مواقع الأسلحة الثقيلة والكميات الكبيرة من الذخيرة.

## مثال: فصيلة أسلحة الجيش الأمريكي في الحرب العالمية الثانية
يُظهر جدول التنظيم والمعدات الصادر في فبراير 1944  التفاصيل التالية حول فصيلة أسلحة تابعة للجيش الأمريكي في الحرب العالمية الثانية:
- تتكون سرية البنادق من 3 فصائل بنادق و1 فصيلة أسلحة.
- تتكون فصيلة الأسلحة من مقر من ستة أفراد، وقسم هاون وقسم رشاشات خفيفة.
- كان مقر الفصيلة مسلحًا بمدفع رشاش ثقيل من عيار 0.50 إم 2 براوننج
- كان قسم الهاون مكونًا من قيادة مؤلفة من رجلين وثلاث فرق من خمسة أفراد، كل فرقة مسلحة بقذيفة هاون عيار 60 ملم من طراز إم 2 - ما مجموعه 17 رجلاً و3 قذائف هاون.
- يتكون قسم المدافع الرشاشة الخفيفة من مقر قيادة مؤلف من رجلين وفريقين من خمسة أفراد، كل فرقة مسلحة بمدفع رشاش براوننج إم 1919 عيار 0.30 - ما مجموعه 12 رجلاً ورشاشين.
- كان لدى فصيلة أسلحة كاملة القوة 35 رجلاً مع ضابط واحد. بصرف النظر عن الأسلحة الخاصة، تم إصدار 16 من هؤلاء الرجال مع إم 1 كاربين خفيف و9 مع بندقية إم 1 الأثقل. كما تم تزويد 5 من المسلحين ببندقية إم 1 بقاذفة قنابل أم 7. كان الرجال العشرة الباقون مسلحين بمسدس إم 1911 كأسلحتهم الجانبية.